# Lege
În politică și drept legile reprezintă regulile scrise de conduită ce descriu sau reglează relații specifice între persoane și organizații, ca și măsurile punitive asupra celor ce încalcă aceste reguli de conduită. 
Legea este un act juridic normativ cu o procedură aparte de elaborare, cu caracter normativ și cu competență de reglementare primară și originară (relațiile sociale necesită să se afle în conformitate cu legile, nu cu alte acte normative).
Constituția României prevede că cetățenii au dreptul să inițieze proiecte de lege, susținute cu o listă cu cel puțin 100.000 semnături (art. 74 alin. (1) din Constituție).

## Tipuri de legi
Legile sunt de mai multe tipuri, acestea fiind determinate de ramura de drept de care acestea aparțin. Așadar, avem legi penale, civile, fiscale, etc. 
Din acest punct de vedere, legile tind să reprezinte în anumite momente adăugiri separate de codurile ramurilor respective. De cele mai multe ori, odată ce un cod este actualizat sau înlocuit, cele mai importante dintre legile alăturate acestuia sunt integrate, pentru a asigura unitatea în aplicarea legii. De exemplu, la momentul în care Codul penal român din 1969 a fost înlocuit de cel din 2014, un mare număr de legi privitoare la infracțiuni din regimul circulației rutiere, al informaticii, legate de corupție, etc, care până la acel moment au fost reglementate de legi penale, au fost integrate în noul cod.

## După țară

### România
În România, cu excepția Constituției, cel mai înalt nivel în ierarhia actelor juridice este reprezentat de legile emise exclusiv de Parlament. Așadar, actele juridice emise de celelalte instituții cărora li s-a încredințat competențe normative (Președintele, Guvernul, cetățenii, în anumite condiții) necesită să se afle în conformitate cu legile.